# Dalsland
Dalsland (câteodată cunoscută ca Dalia) este o provincie a Suediei.